# Gabriel Balart i Crehuet

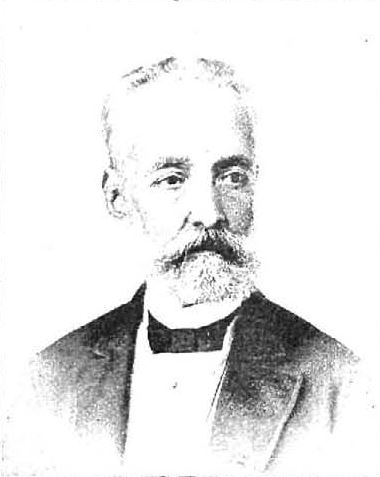
Gabriel Balart i Crehuet

Gabriel Balart i Crehuet (* 8. Juni 1824 in Barcelona; † 5. Juli 1893 ebenda) war ein spanischer Komponist, Dirigent und Musikpädagoge.

## Leben und Werk
Gabriel Balart studierte zunächst in Barcelona bei Francesc Sala Solfeigo, Klavier und Violine und bei Antoni Passarell Komposition. 1842 ging er zu Vertiefungsstudien nach Paris. Hier studierte er Harmonielehre bei Victor Dourlen und Komposition bei Michele Carafa.
1849 wurde er zum Dirigenten des Orchesters des Teatro del Re in Mailand ernannt. Diese Position hatte er bis 1853 inne. In diesem Jahr kehrte er nach Barcelona zurück, wo er zum Chefdirigenten des Orchesters des Gran Teatre del Liceu berufen wurde. Er wechselte diese Aufgabe mehrfach mit einer entsprechenden Position am Teatre Principal de Barcelona und am Teatro Jovellanos in Madrid.
1886 wurde er zum Professor für Harmonie und Komposition an das Conservatori del Liceu berufen. Diese Position hatte er bis zu seinem Lebensende inne. Von 1889 bis 1893 leitete er auch dieses Konservatorium.
Nach Felip Pedrell hat Gabriel Balart ungefähr 50 kompositorische Werke hinterlassen, darunter Symphonien, Operettenchöre, Tänze, Opern und zahlreiche Zarzuelas. Er schuf das Trio in g moll, die Operetten Imogina und Velázquez sowie die Symphonie Henriette. Diese Werke hatte er während seines Paris-Aufenthaltes komponiert. Die Oper La prigione di Edimburgo („Das Gefängnis von Edinburgh“) entstand in seiner Mailänder Zeit. In seiner Barceloneser Zeit schrieb er die Symphonien Edita (1867) und La Cacería (1877) sowie zahlreiche Zarzuelas. Er schrieb auch Tänze und zwei Hymnen, die eine General Baldomero Espartero und die andere Isabell II. gewidmet.

## Zarzuelas von Gabriel Balart
- Rival y duende (1863)
- Los diamantes negros (1863)
- El rapacín de Candás (1864)
- Un consejo de guerra (1865)
- Los guardias del rey de Siam (Circo de Madrid, 1866)
- La madre de los pobres (1866)
- El amor por los cabellos (1867)
- Un marido sobre ascuas (Circo de Madrid 1868)
- Amor y arte (auf einen Text von José Zorrilla, 1868)
- Así en la tierra como en los cielos (1868)
- El tulipán de los mares (1871)
- El que va a morir te saluda (1874)
- Un viaje a la Conchinchina (zusammen mit Emilio Arrieta, 1875)
- El hostelero de Ricla (1875)
- La almoneda del diablo (1884)